# Václav Popelka
Václav Popelka (17. června 1866 Polička – 15. ledna 1946 Praha) byl český spisovatel, redaktor, knihtiskař a vydavatel.
Narodil se v rodině Františka Popelky měšťana a mistra knihařského (1830–1903) a Marie Popelkové-Čermákové (1834/1835–1913). Měl deset  sourozenců: Františka (1857–1903) novináře a tiskaře, Marii (1859), Cecílii Faltovou (1861), Rozálii (1863–1947), Annu Krystinovou (1866–1920), Jana (1868), Karolínu (1870), Jindřicha (1871–1932) vydavatele a redaktora, Otakara (1876) operního pěvce a Ludmilu Brettschneiderovou (1878–1953).
Věnoval vydavatelské činnosti, nejprve v Týně nad Vltavou a později v Praze. Mezitím roku 1893 převzal od svého bratra Františka ještě knihtiskárnu v Jaroměři, kterou r. 1906 prodal a r. 1923 zřídil knihtiskárnu v Brně. V Jaroměři vydával a redigoval časopisy Polaban a Český venkov –  listy věnované otázkám politickým, hospodářským a společenským.
Je autorem příběhů Lidé zmaření, společně s Věrou Pittnerovou a politických proklamací sdružených pod názvem Svobodni!. Používal pseudonym Jan Kovář, Jan Horský, Jan Kvapil. R. 1922 odpadl od Římskokatolické církve, r. 1942 se k ní vrátil. V Praze XI Žižkov bydlel na adrese Nerudova 8.

## Dílo

### Spisy[6]
- Lidé zmaření: povídky – Polička: 1891
- Svobodní!: verše – Soběslav: 1915